# 알프 셰베리
스벤 에릭 알프 셰베리(스웨덴어: Sven Erik Alf Sjöberg, 1903년 6월 21일 ~ 1980년 4월 17일)는 스웨덴의 연극 감독이자 영화 감독이다. 1946년 《시련》 (스웨덴어: Iris och löjtnantshjärta), 아우구스트 스트린드베리의 희곡을 영화화한 1951년 영화 《줄리 양》 (스웨덴어: Fröken Julie) (비토리오 데 시카의 《밀라노의 기적》과 공동 수상)으로 칸 영화제에서 그랑프리를 수상하였다.